# 羽島進
羽島 進（はしま/はじま すすむ、1907年9月12日 - 1990年2月28日）は、山形県出身の鉄道技術者。息子に国鉄車両設計事務所主任技師を務めた羽島継男。

## 略歴
羽島金三郎の次男として生まれ、第二高等学校を経て、1932年に京都帝国大学工学部機械学科を卒業後鉄道省に入省。
1941年に札幌鉄道管理局工作課長、1947年に大阪鉄道管理局高砂工機部部長、1950年に東京鉄道管理局車両長、1952年に浜松工場長、1956年に機器製作監督事務所長、1958年に大宮工場長、1959年11月総裁室を歴任。
1959年に国鉄を退職し12月に川崎電機製造に入社、製造取締役を経て1962年常務取締役、富士電機製造への合併後は常任顧問を務めた。その他車両電気協会常務理事、鉄道工作協会専務理事も兼任。
1980年11月に勲三等瑞宝章を受章。1990年2月28日に脳内出血のため82歳で死去。